# Assedio di Kolberg (1807)
L'assedio di Kolberg del 1807, tentato senza successo dalle truppe napoleoniche nel corso delle operazioni belliche contro le forze della quarta coalizione, fu un episodio militare che assunse per la nazione tedesca un valore emblematico di resistenza all'invasione straniera.

## Antefatto

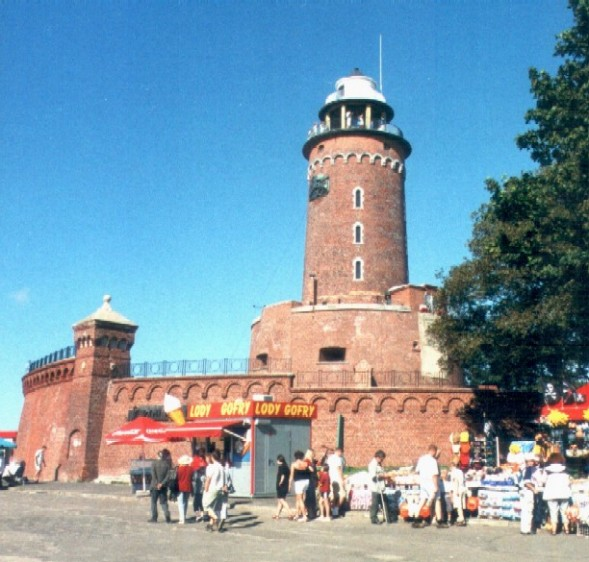
Kolberg, Il faro

Dopo aver sconfitto l'esercito prussiano nello stesso giorno (14 ottobre 1806) a Jena dallo stesso Napoleone e ad Auerstädt da Davout, la Grande Armée napoleonica divenne padrona della Prussia dal Reno all'Oder. Dopo aver fatto il proprio ingresso a Berlino il 25 ottobre 1806, l'armata francese si diresse verso il confine russo attraverso le province orientali della Prussia. Nel frattempo, il 21 novembre 1806 Napoleone aveva emanato da Berlino il decreto del "blocco continentale" rivolto contro l'Inghilterra, che aveva anch'essa aderito, assieme alla Prussia e alla Russia, alla quarta coalizione antifrancese.

## La fortezza
Kolberg (oggi Kołobrzeg, in Polonia) era una piccola cittadella sul Mar Baltico appartenente, ai primi del XIX secolo, alla provincia prussiana orientale della Pomerania. La costruzione della fortezza risaliva al XVII secolo. La fortezza principale, in prossimità della foce del fiume Persante, era costituita da una cinta con sei bastioni. Il terreno circostante la fortezza era acquitrinoso, malsano, di ostacolo per le attività belliche degli assedianti. La fortezza era di piccole dimensioni e non aveva casematte. Dal 1803 la fortezza di Kolberg ospitava  64 cannoni e due battaglioni, per un totale di circa 700 soldati, sotto il comando del colonnello Ludwig Moritz von Lucadou; ma era priva di unità di cavalleria e del genio militare. Inoltre, a causa del basso fondale del Mar Baltico e della presenza di secche pericolose, nei pressi di Kolberg era impedito l'attracco a navi di grandi dimensioni.

## L'assedio
La cittadella di Kolberg era l'unica fortezza sulle rive del Baltico rimasta ai prussiani dopo che la cittadella di Stettino si era arresa senza combattere alle truppe francesi. Il 14 marzo 1807, data di inizio dell'assedio, il territorio circostante la cittadella era completamente in possesso delle truppe francesi comandate dal generale di divisione italiano Pietro Teulié, sostituito alla sua morte da Filippo Severoli. Il comando nominale tuttavia era passato fin dal 25 marzo al generale francese Louis Henri Loison. Anche la popolazione civile di Kolberg partecipò attivamente alla difesa, guidata da Joachim Nettelbeck. Alla fine di aprile, il comandante prussiano Loucadou venne sostituito dal maggiore August Neidhardt von Gneisenau. Fra i soldati prussiani assediati era presente anche Ferdinand von Schill. Gli assediati ricevevano rifornimenti via mare. Alla fine dell'assedio Gneisenau aveva a disposizione circa 4 000 soldati.
Si stima che, da parte francese, abbiano preso parte all'assedio circa 22 000 uomini di cui 9 200 francesi, 6 800 italiani, 3 200 tedeschi, oltre 2000 olandesi e 1200 polacchi. La perdita fra gli assedianti furono elevatissime: le stime variano da 8 000 a 10 000 uomini, circa il 40%. L'assedio dei francesi non ebbe successo e cessò solo dopo la firma da parte della Prussia del trattato di Tilsit il 9 luglio 1807.

## Il mito
Kolberg non fu l'unica fortezza che sia rimasta in mano prussiana fino alla firma del trattato di Tilsit. Infatti ebbero la stessa sorte di Kolberg anche le fortezze di Graudenz, Neiße, Cosel, Pillau e Silberberg. L'assedio di Kolberg divenne tuttavia, per la nazione tedesca, il simbolo della resistenza vittoriosa contro Napoleone. A differenza delle altre sedi, a Kolberg vi è stata un'alta partecipazione della popolazione civile, il cui ruolo nella difesa della città venne divulgato in un libro di memorie scritto nel 1823 dal borgomastro di Kolberg, Joachim Nettelbeck. Nelle ultime fasi della seconda guerra mondiale, quando la sconfitta della Germania cominciava ad apparire inevitabile, l'esempio dell'assedio di Kolberg venne riproposto in un film di propaganda diretto da Veit Harlan e Wolfgang Liebeneiner, intitolato La cittadella degli eroi.